# Rubén Uriza Castro
Rubén Uriza Castro (ur. 27 maja 1920 w Huitzuco, zm. 30 sierpnia 1992 w Meksyku) – meksykański jeździec sportowy. Dwukrotny medalista olimpijski z Londynu.
Największe sukcesy odnosił w konkurencji skoków przez przeszkody. Zawody w 1948 były jego jedynymi igrzyskami olimpijskim. W konkursie indywidualnym zajął drugie miejsce, wyprzedził go jedynie rodak Humberto Mariles. Drużynę uzupełnił Alberto Valdés i Meksykanie sięgnęli po złoto w rywalizacji drużynowej. Startował na koniu Hatuey.